# 再見吧！？浪漫
《再見吧！？浪漫》是香港歌手譚詠麟發行第十三張粵語專輯。1987年7月8日，譚詠麟連續第四年在紅磡體育館舉行個人演唱會，就在演唱會舉行前夕，全新唱片《再見吧！？浪漫》推出。唱片內的第一首派台歌為《Don't Say Goodbye》，與日文版德永英明《永恆的光輝》同時推出，一如既往這首歌迅速地佔據了各流行榜的冠軍位置。接力的派台歌曲為唱片同名歌《再見吧！浪漫》，譚詠麟在當時已逐漸捨棄以往的日式快歌風格，並轉為一些輕快的中版歌曲，這首《再見吧！浪漫》和第三首派台歌《知心當玩偶》都是好例子。1987年譚詠麟勤於創作，除了替其他歌手例如劉德華的《下雨晚上》、梅艷芳的《最後一次》、何嘉麗的《無情者有情人》作曲之外，在《再見吧！？浪漫》裡更包辦5首的作曲部份，好像有節奏輕快的《C級愛情》和《結他的季節》以至無綫電視劇『留住明天』的主題曲《黃昏的聲音》。雖然《再見吧！？浪漫》並沒有如《愛情陷阱》般街知巷聞的歌曲，但《黑色快車》和《一個永遠不好的傷口》卻成為樂迷心中滄海遺珠的最佳代表。
《Don't Say Goodbye》的填詞人黃真的原名是黃麗玲，是《明報周刊》記者，因採訪工作由溫拿時代開始已跟譚詠麟及五虎相識。
87年度譚詠麟獲得的金曲奬項總數仍是歌手之冠，「十大中文金曲」兩首金曲奬，「十大勁歌金曲」總選三首金曲奬，「IFPI 大獎」以及 全年總銷量冠軍歌星大獎。各大頒獎禮舉行期間，早已盛傳譚詠麟為種種原因而將不再領獎，就在他再度蟬聯全年總銷量冠軍時，他在該年度的《十大中文金曲頒獎典禮》上正式宣佈了一個驚人而史無前例的決定：不再參與任何音樂獎項競賽並不會接受競賽之獎項。當時他解釋道，不再領獎是因為想讓出更多的機會予樂壇新人。

## 曲目
全碟監製：葉廣權、關維麟
|     | 歌名               | 作曲             | 填詞           | 編曲   |
| --- | ------------------ | ---------------- | -------------- | ------ |
| 1.  | 知心當玩偶         | 譚詠麟           | 陳少琪         | 盧東尼 |
| 2.  | 黑色快車           | まどか広志       | 黃真           | 入江純 |
| 3.  | C級愛情            | 譚詠麟           | 潘源良         | 盧東尼 |
| 4.  | 迷痴的心           | 譚詠麟           | 向雪懷         | 盧東尼 |
| 5.  | 結他的季節         | 譚詠麟           | 林振強         | 入江純 |
| 6.  | 傾我今生           | H. Ebert、戴樂民 | 杞詩亭         | 袁卓繁 |
| 7.  | 再見吧！浪漫       | 新星玲於奈       | 林振強         | 矢島賢 |
| 8.  | 黃昏的聲音         | 譚詠麟           | 林敏驄         | 入江純 |
| 9.  | 一個永遠不好的傷口 | 葉肇達           | 向雪懷         | 袁卓繁 |
| 10. | 我的背後你的手     | 入江純           | 陳少琪         | 入江純 |
| 11. | Don't Say Goodbye  | 大津彰、         | 黃真（黃麗玲） | 盧東尼 |

## 獎項
- 1987年度十大中文金曲頒獎典禮

- 「十大中文金曲」：《知心當玩偶》、《Don't Say Goodbye》
- 「IFPI 大獎」：《再見吧！？浪漫》

- 1987年度十大勁歌金曲頒獎典禮

- 「十大勁歌金曲」：《知心當玩偶》、《Don't Say Goodbye》

- 1988年度香港金唱片頒獎典禮

- 「白金唱片」：《再見吧！？浪漫》